# 懐徳ジャンクション
懐徳ジャンクション（フェドクジャンクション）は大韓民国大田広域市大徳区にある京釜高速道路（1号線）（統営-大田・中部高速道路（35号線）と重複）と湖南高速道路支線（251号線）（唐津-尚州高速道路（30号線）と重複）を結ぶジャンクションである。

## 接続する路線

### ソウル・釜山方面
- 京釜高速道路（41番）・統営-大田・中部高速道路（24番）（重複区間）

### 光州・順天方面
- 湖南高速道路支線（8番）・唐津-盈徳高速道路（15番）（重複区間）

## 隣
京釜高速道路、統営-大田・中部高速道路
大田IC - 懐徳JCT - 新灘津SA（ソウル方向のみ） - 新灘津IC
湖南高速道路支線
北大田IC - 懐徳JCT
唐津-盈徳高速道路
北大田IC - 懐徳JCT -  新灘津SA（ソウル方向のみ） - 新灘津IC
座標: 北緯36度24分15.5秒 東経127度25分9.3秒 / 北緯36.404306度 東経127.419250度